# 상어 (2007년 영화)
"상어"는 2007년에 개봉한 대한민국의 영화이다. 

## 캐스팅
- 김미야 : 은숙 역
- 홍승일 : 유수 역
- 구성환 : 영철 역
- 홍기준 : 준구 역
- 박유밀 : 홍양 역
- 허대욱 : 덕우 역
- 박희철 : 노름꾼 1 역
- 손석배 : 노름꾼 2 역
- 한웅 : 노름꾼 3 역
- 주진모 : 노름꾼아저씨 역
- 이금주 : 유수아버지 역
- 김청조 : 영철어머니 역
- 김막내 : 준구어머니 역
- 이상선 : 은숙엄마 역
- 김성일 : 의사 역
- 조영덕 : 지배인 역
- 정재훈 : 웨이터 역
- 박종권 : 매표원 역
- 문민숙 : 다방종웝원 역
- 배청식 : 편의점종업원 역
- 조정웅 : 불량배 1 역
- 김영민 : 불량배 2 역
- 정영일 : 불량배 3 역
- 류왕주 : 불량배 4 역
- 황병화 : 택시기사 역
- 도영진 : 자전거소년 역
- 곽종진 : 행인 역
- 권계현 : 박 반장딸 역
- 박근식